# パレマルシェ又穂

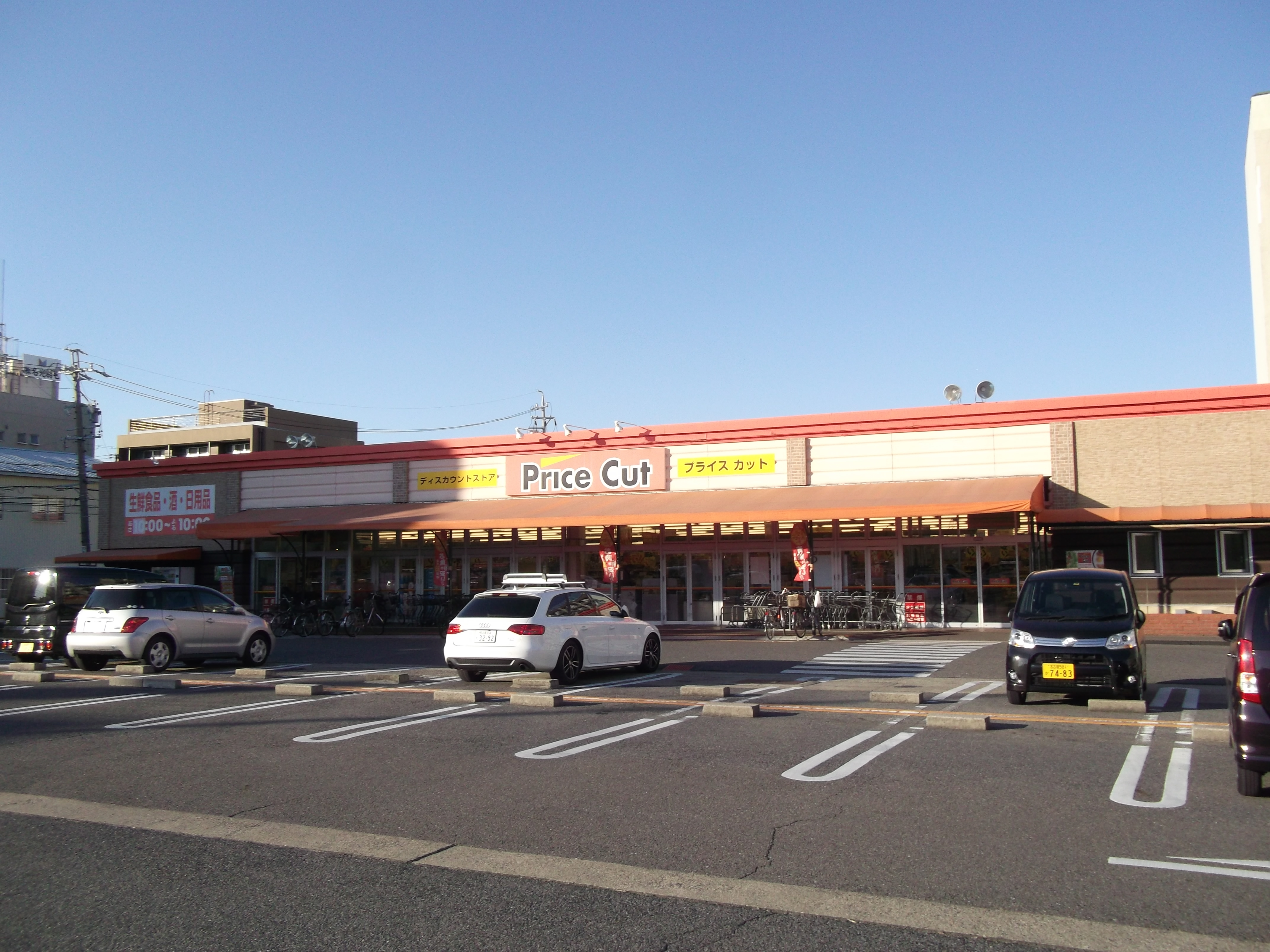
プライスカット改装後の店舗

パレマルシェ又穂（パレマルシェまたほ）とは、かつて愛知県名古屋市西区又穂町にあった、パレマルシェのスーパーマーケットである。
都市再生機構の賃貸住宅・又穂団地が敷地内に隣接していた（住宅建物のみ都市再生機構の所有）。

## 概要
長年、名鉄パレ又穂店（めいてつパレまたほ）の店名であったが（名鉄ストアー時代は「名鉄ストアー又穂店」（めいてつストアーまたほてなてん））、業務委託が株式会社パレに変更されたことに伴い、パレマルシェ又穂に改められた。
かつては南側の隣接地に、この店の名前を冠したプール施設「名鉄ストアー又穂プール」があった。現在その跡地は、この店の駐車場の一部となっている。
北側には名鉄産業が経営したガソリンスタンドがあったが、これも閉店となり、跡地はやはり駐車場の一部となっている。
また、周辺にかつて存在した大型商業施設ではダイヤモンドシティ名西ショッピングセンターがあった。
2009年2月25日をもって、パレマルシェの店舗としては完全閉店。同年2月28日、オークワのディスカウント形態店舗「プライスカット又穂」としてリニューアルオープン。
2015年1月19日 19:00をもって、プライスカット又穂の店舗としても閉店した。その後、そのまま建物は残されていたが、2016年11月から解体工事が開始され、同年12月下旬時点で更地の状態となった。

## フロア
平屋建ての建物。
一貫して、各種食料品及び日用雑貨が売り場を占めている。後にそれらに加え、酒類や一部の雑誌も扱っていた。
名鉄ストアー時代は建物北側に出入口があったが、名鉄パレに店名変更した時期に解体、建て直し、出入口が建物の南側に変わった。

## 交通アクセス
- 名古屋市営地下鉄鶴舞線・庄内通駅から徒歩で約8分。
- 名古屋市営バス（市バス） 又穂住宅東バス停から徒歩で約2分。

座標: 北緯35度12分17.8秒 東経136度53分50.5秒 / 北緯35.204944度 東経136.897361度